# Gianluca Costantini
Pour les articles homonymes, voir Costantini.
Gianluca Costantini est un militant des droits de l'homme, illustrateur et auteur de bande dessinée italien né le 19 décembre 1971 à Ravenne.

## Biographie
Gianluca Costantini est un illustrateur et dessinateur italien formé à l'Académie des beaux-arts de Ravenne. Sa carrière a décollé en 1993 lorsqu'il a contribué aux publications Schizzo à Crémone et au journal Il manifesto. À partir de l'année 2000, il a commencé à expérimenter l'utilisation du web dans le langage de la bande dessinée à travers le projet inguine.net, qui a ensuite donné naissance à la publication du magazine inguineMAH!gazine par Coniglio Editore. En 2002, il a organisé l'exposition de Joe Sacco en Italie, suivie en 2003 par l'exposition de Marjane Satrapi. En 2005, aux côtés d'Elettra Stamboulis (en), il a organisé le Festival Komikazen (en) de bandes dessinées de la vie réelle, un événement qu'il a continué à organiser jusqu'en 2016.
À partir de 2010, Gianluca Costantini enseigne l'Art de la Bande Dessinée dans la spécialisation de deux ans en Langages de la Bande Dessinée à l'Académie des Beaux-Arts de Bologne. De 2016 à 2020, il a participé activement aux activités de DiEM25 (Mouvement pour la démocratie en Europe 2025), le mouvement dirigé par Yanis Varoufakis, et a collaboré avec l'artiste chinois Ai Weiwei.

## Dessins pur les droits de l'homme
Depuis 2004, Gianluca Costantini s'est distingué par son dévouement à illustrer des événements politiques et sociaux mondialement significatifs. Sa carrière artistique a débuté avec une collaboration sur le portail Indymedia, se concentrant sur des événements politiques majeurs tels que des manifestations de rue et des révolutions qui ont marqué le paysage mondial. Parmi ses œuvres les plus remarquables, on compte des dessins dédiés à la Révolution égyptienne de 2011 au Caire, aux manifestations Occupy Gezi à Istanbul en 2013, ainsi qu'aux manifestations de Hong Kong en 2019 et 2020.
À partir de 2014, Costantini a concentré son talent artistique sur les droits de l'homme, mettant particulièrement l'accent sur les conditions des détenus dans des endroits tels que Bahreïn, l'Arabie saoudite, la Chine, la Turquie et l'Égypte. En 2018, il a suivi et immortalisé avec ses dessins le massacre à la rédaction du journal Capital Gazette à Annapolis, dans le Maryland.
En 2019, il a collaboré avec Pen International, créant une série de dessins visant à sensibiliser le public aux problèmes des droits de l'homme en Érythrée. Ses efforts artistiques se croisent avec de grandes organisations internationales de défense des droits de l'homme, dont Amnesty International, ActionAid, SOS Méditerranée et Arci.
La reconnaissance de sa contribution artistique a été soulignée en 2019 lorsqu'il a reçu le prix « Art et droits de l'homme » d'Amnesty International. En 2023, Costantini a consolidé davantage son engagement envers les droits de l'homme avec la publication du livre Portraits des droits de l'homme. Ce travail a été présenté à l'occasion du soixantième anniversaire d'Amnesty International et comprend des textes approfondis rédigés par Riccardo Noury. Le livre représente une contribution significative à la documentation des histoires humaines et des défis auxquels sont confrontés ceux qui luttent pour les droits de l'homme.

### L'accusation de terrorisme par le gouvernement turc
En juillet 2016, à la suite de la tentative de coup d'État échouée en Turquie, Costantini a été initialement censuré sur le web dans les frontières turques par le gouvernement. Par la suite, le 28 juillet, il a été jugé par contumace aux bureaux criminels du juge de paix à Golbasi et inculpé de terrorisme,,.

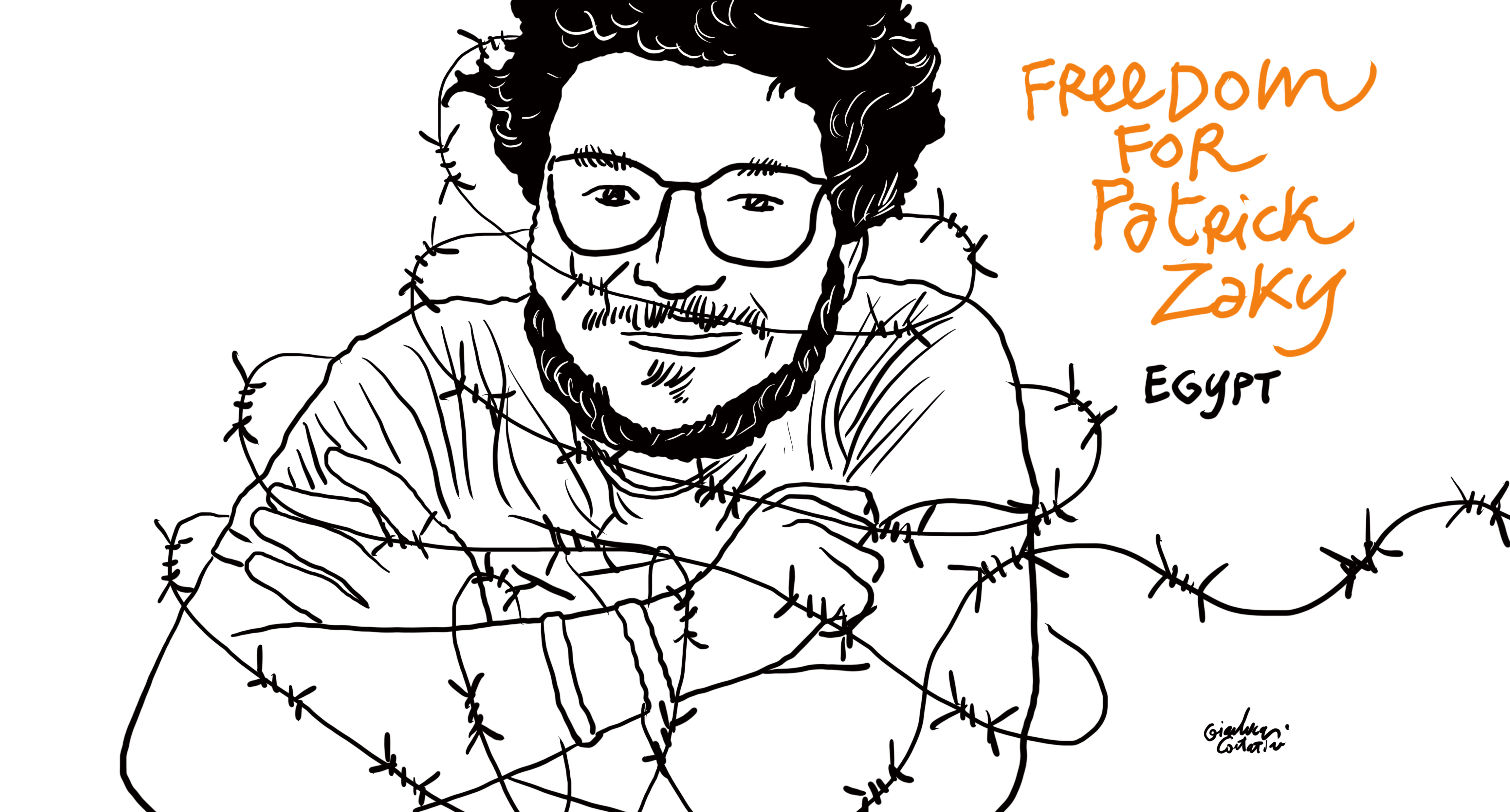
Le portrait créé par l'artiste Gianluca Costantini le 7 février 2020.

### L'Affaire Patrick Zaki
Gianluca Costantini est le créateur de l'image emblématique associée à l'affaire Patrick Zaki, le dessin ayant été publié le 7 février 2002, jour de l'arrestation de Zaki. Pendant deux ans, le dessin a été utilisé dans le cadre de la campagne de libération d'Amnesty International et a été présenté dans de grandes installations à travers les villes italiennes. En mai 2020, le maire Virginio Merola de Bologne a fait installer une reproduction du dessin sur la Piazza Maggiore. Le même mois, une installation significative à la Bibliothèque de l'Archiginnasio a été commandée par l'Université de Bologne. En 2022, Gianluca Costantini a publié une bande dessinée écrite par Laura Cappon, intitulée "Patrick Zaki, una storia egiziana," éditée par Feltrinelli Editore.

### Esquisses de salle d'audience du procès d'Ai Weiwei contre Volkswagen
Tout au long de l'année 2019, lors des procédures judiciaires impliquant Ai Weiwei et Skandinavisk Motor Co. A/S à Copenhague, Gianluca Costantini a endossé le rôle de documentariste visuel, capturant les événements à travers ses dessins. Sa participation a été directement sollicitée par Ai Weiwei, étant donné que les audiences se déroulaient à huis clos et qu'il était considéré comme crucial de préserver un enregistrement visuel précis de ce qui s'était passé. Costantini a donc été invité à représenter habilement les développements du processus juridique, contribuant à la préservation de la mémoire d'un chapitre significatif du litige judiciaire entre l'artiste chinois et l'entreprise automobile danoise.

### Dessins pour les manifestations en soutien à Mahsa Amini
En 2022, Costantini a commencé à documenter et à représenter visuellement les manifestations en Iran en réponse à la mort de Mahsa Amini, une jeune femme de vingt-deux ans, un événement qui a ébranlé la communauté internationale. Son engagement dans cette cause était une réponse aux violations des droits de l'homme et aux injustices perpétrées par le régime iranien. Tout au long de l'année suivante, Costantini a continué à consacrer son talent artistique à documenter la révolution des femmes en Iran et les exécutions capitales promues par le régime.
À travers son travail, Costantini visait à amplifier les voix des femmes iraniennes et à attirer l'attention mondiale sur des questions cruciales liées à la liberté et aux droits de l'homme. Les dessins de Gianluca Costantini sont devenus un témoignage visuel des luttes et des aspirations du peuple iranien pour la liberté et la justice. Ses œuvres ont été exposées dans de nombreuses villes à travers le monde, notamment à Paris, Milan, Londres, Berlin, Denver, Los Angeles, Vancouver, Fribourg, Tallinn et Ottawa, touchant un large public international,.
L'exposition solo de Costantini, intitulée La strage dei fiori (« Le Massacre des Fleurs »), a suscité un intérêt significatif et a offert au public l'opportunité de réfléchir aux réalités complexes et souvent dramatiques caractérisant la situation en Iran. La bannière avec le message « Liberté pour les femmes en Iran » a été affichée dans divers bâtiments municipaux en Italie, symbolisant le soutien et la solidarité de nombreuses communautés locales en faveur de la cause des droits des femmes iraniennes.
En 2023, Jane Campion a défilé sur le tapis rouge du Festival du film de Venise en portant un dessin de Gianluca Costantini.

## Publications
Gianluca Costantini a commencé à publier des bandes dessinées en 1993, débutant avec des magazines italiens dédiés à la publication de bandes dessinées. Au fil des années, il a créé de nombreuses romans graphiques.

### Romans graphiques
En 2008, Gianluca Costantini et Elettra Stamboulis ont collaboré à la publication de Le Dompteur d'Istanbul, une biographie dédiée à Osman Hamdi Bey. Cette biographie, élaborée à travers la fusion de la narration visuelle et du texte écrit, représente un hommage détaillé à cette figure éminente du paysage culturel ottoman. Osman Hamdi Bey, peintre, archéologue et muséologue, est renommé pour ses contributions significatives à la scène artistique et culturelle de l'Empire ottoman. Cette biographie illustrée offre au lecteur l'opportunité d'explorer le contexte historique et culturel dans lequel Osman Hamdi Bey opérait, mettant en lumière ses activités diverses et son impact sur le patrimoine artistique et muséal de la Turquie.
Le roman graphique intitulé Julian Assange : De l'éthique du hacker à WikiLeaks, écrit par Gianluca Costantini et Dario Morgante et publié par l'éditeur italien Becco Giallo en 2011, retrace l'histoire de Julian Assange et de ses collaborateurs. Il couvre deux décennies de défis informatiques, abordant de nombreuses questions autour de WikiLeaks et de la communauté des hackers qui ont donné naissance à cette plateforme. Le texte offre un regard approfondi sur la naissance et le développement de WikiLeaks, se concentrant sur les controverses et les impacts de ses révélations, en particulier la vidéo Collateral Murder. Le récit offre une perspective détaillée sur la figure d'Assange, explorant le rôle clé qu'il a joué dans la création et l'évolution de WikiLeaks, ainsi que le contexte historique des activités du groupe.
Entre 2011 et 2014, Gianluca Costantini a collaboré avec l'écrivaine Elettra Stamboulis pour créer trois biographies en roman graphique. Ces œuvres ont été publiées sous les titres Dîner avec Gramsci, Adieu Berlinguer et Pertini dans les nuages. La trilogie de romans graphiques se caractérise par une fusion unique de narration visuelle et de texte écrit, offrant une exploration approfondie de la vie de personnalités historiques importantes de l'histoire italienne. Dîner avec Gramsci plonge dans la vie et les pensées d'Antonio Gramsci, Adieu Berlinguer offre une perspective sur Enrico Berlinguer, tandis que Pertini dans les nuages se concentre sur la personnalité de Sandro Pertini.
Officina del Macello, 1917 : La Décimation de la Brigade de Catanzaro est un roman graphique qui explore la période de la Première Guerre mondiale. L'année 1917 marque la troisième année du conflit, caractérisée par la dureté de la vie dans les tranchées, où de nombreux soldats sont depuis longtemps séparés de leurs foyers. Créée en 2014 par Gianluca Costantini et Elettra Stamboulis pour la maison d'édition italienne Eris Edizioni, cette œuvre offre un aperçu profond et poignant de la réalité de la guerre et des défis auxquels sont confrontés les soldats. La narration visuelle et le texte écrit se fondent pour créer une expérience captivante qui transmet la dureté et la déshumanisation du conflit.
En 2019, il a publié le roman graphique Libye'", une œuvre collaborative entre le célèbre artiste Gianluca Costantini et la journaliste acclamée Francesca Mannocchi (it). Cette œuvre, à travers la puissante combinaison d'art visuel et de journalisme narratif, vise à explorer les dynamiques complexes et les défis auxquels est confrontée la Libye, un pays riche en histoire et en conflits,.
En 2022, Gianluca Costantini a publié le roman graphique Patrick Zaky, une histoire égyptienne, une collaboration avec la journaliste Laura Cappon. Cette œuvre explore l'histoire et la vie de Patrick Zaky, un activiste égyptien des droits de l'homme. La narration visuelle offre une perspective unique sur la vie d'un prisonnier dans les prisons égyptiennes et sur les initiatives de la société civile italienne en faveur de la défense des droits de l'homme.

### Bande dessinée underground
Entre 1993 et 2000, Gianluca Costantini a été un contributeur prolifique au mouvement de la bande dessinée underground italienne et européenne, publiant des bandes dessinées et des illustrations. Ses œuvres sont apparues dans de nombreuses revues auto-produites et indépendantes, notamment Interzona, Katzyvari, Schizzo, Alter Vox Magazine, Tribù Magazine d'urto, Fagorgo, Stripburger (Slovénie), Babel (Grèce), Milk and Vodka (Suisse), laikku (Finlande), Kerosene, et Garabattage (Espagne).

### Dessins pour le sport
Tout au long de l'année 2018, Gianluca Costantini s'est lancé dans une collaboration avec CNN Sport, s'immergeant dans la dynamique des Jeux olympiques d'hiver qui se sont déroulés en Corée. Sa capacité à saisir l'essence des événements sportifs à travers l'art visuel en a fait un atout précieux pour l'équipe éditoriale.
Par la suite, Costantini a tourné son attention vers le prestigieux tournoi de tennis Roland Garros, situé à Paris, en France. Son interprétation graphique des matches et des moments clés a contribué à transmettre l'excitation et l'intensité du tennis à l'échelle internationale.
Le point culminant de la collaboration de Gianluca Costantini avec CNN Sport a eu lieu lors de la Coupe du Monde de la FIFA 2018 qui s'est déroulée en Russie. À travers son style distinctif et sa compétence à capturer l'action de manière unique, Costantini a donné vie aux moments les plus significatifs du tournoi, offrant une perspective artistique unique sur les événements mondiaux du football.
Sa participation à ces événements internationalement résonnants a solidifié la réputation de Gianluca Costantini en tant qu'artiste capable de traduire l'énergie et l'atmosphère des événements sportifs en œuvres visuelles captivantes. Sa collaboration avec CNN Sport a contribué à rehausser la valeur de l'art dans le contexte du sport, démontrant la puissance de la créativité pour explorer et communiquer les émotions liées au monde du sport à un public mondial.

## Expositions
- Cahiers du Triangle, Beaux Arts de Saint-Étienne, Saint-Étienne, 2001
- Salon du dessin contemporain, Carreau du Temple, Paris, 2009[34]
- Salon du dessin contemporain, Carrousel du Louvre, Paris, 2010[35]
- Le Monde Diplomatique en Bande Dessinée, Rennes, Festival Périscopage, 2011